# François Marie Leroy
François Marie Leroy (nome religioso Marie-Dalmace o Marie Dalmace Leroy, spesso indicato come Dalmace Leroy; Marsiglia, 1º gennaio 1828 – Parigi, 19 maggio 1905) è stato un presbitero francese appartenente all'Ordine dei Predicatori.
Fu autore di un'esposizione dell'evoluzionismo coerente con il Magistero della Chiesa cattolica, in particolare nelle opere intitolate L'Évolution des espèces organiques (L'evoluzione delle specie organiche, del 1887) e nella sua versione ampliata L'Évolution restreinte aux espèces organiques (L'evoluzione ristretta alle specie organiche, del 1891).

## Biografia
Il 28 agosto 1851 ricevette l'ordinazione sacerdotale, prima di professare i voti nell'Ordine domenicano esattamente un anno più tardi. Dal 1864 al 1867 fu priore del convento di Flavigny-sur-Ozerain.
Nel 1887 diede alle stampe il volume intitolato L'Évolution des espèces organiques cui seguì nel 1891 la pubblicazione della versione ampliata  L'Évolution restreinte aux espèces organiques, il cui titolo era stato modificato per includere la specie umana. Il testo fu introdotto da due prefazioni, rispettivamente a firma del geologo Albert Auguste Cochon de Lapparent e del frate domenicano Jacques Monsabré. In esso difese l'idea di una "evoluzione limitata" che non mette in discussione l'intervento creativo di Dio, e di cui sarebbe eccezione l'apparizione della specie umana. Criticò molti dei suoi contemporanei, tra cui: Fulcran Vigouroux, Albert Farges e Joseph Brucker.
A seguito di una lettera di denuncia inviata nel 1894 da un laico cattolico, Charles Chalmel, l'opera fu bandita dalla Congregazione dell'Indice, senza che tale divieto fosse pubblicato. Il maestro dell'ordine domenicano chiese a Dalmace Leroy di ritrattare pubblicamente. La sua ritrattazione fu pubblicata su Le Monde il 4 marzo 1895..
Dalmace Leroy si spense a Parigi il 19 maggio 1905.

## Opere
- L'Évolution des espèces organiques, Parigi, Perrin, 1887
- L'Évolution restreinte aux espèces organiques, Delhomme & Briguet, 1891